# 이상일 (1933년)
이상일(李相日, 1933- )은 대한민국의 평론가이다. 경남 충무에서 출생하였다. 서울대학교 독문과 및 서울대학교 대학원을 졸업하였다. 독문학을 하다 민속학연구로 방향을 돌렸다. 1970년대 초부터 연극비평을 쓰기 시작하였으며, <충격과 창조>란 저서가 있다. 현재 성균관대학교 교수를 맡고 있다.